# Мой лучший год
«Мой лучший год» (англ. My Favorite Year) — кинокомедия американского режиссёра Ричарда Бенджамина. Премьера фильма состоялась 8 октября 1982 года в США. Картина получила рейтинг PG.

## Сюжет
Бенджи Стоун рассказывает о лете своего любимого 1954 года, когда он встретил своего кумира — мошенника Алана Суонна. На заре телевидения Бенджи работает в качестве сценариста для эстрадного шоу под названием «Комедия Кавалькада» со Стэном Кайзером в главной роли. В качестве специального гостя на шоу приглашают Суонна. Узнав, что Алан — алкоголик, Кайзер намеревается отменить приглашение, однако Бенджи вмешивается и обещает проследить, чтобы всю неделю до шоу Суонн оставался трезвым.
Бенджи и Алан многое узнают друг о друге, в том числе то, что у них обоих есть семья, которую они пытаются скрывать от остального мира. У Бенджи — мать-еврейка, которая замужем за бывшим филиппинским боксёром Руки Каррокой, и неотёсанный дядя Морти. У Суонна — маленькая дочь Тесс, воспитываемая одной из его многочисленных бывших жён. Алан тайно следит за её жизнью, страдая от нехватки смелости, чтобы воссоединиться с ней.
Кайзеру угрожает коррумпированный профсоюзный босс Карл Ройек. Бенджи пытается завоевывать чувства коллеги Кейси Даунинг. Следование советам Суонна, приводит к полному провалу на вечеринке в доме богатых родителей Кейси.
Перед началом шоу у Суонна начинается паника. Он напивается и сталкивается с Бенджи, который сердито говорит ему, что разочарован в нём. Во время прямой трансляции головорезы Ройека появляются за кулисами и начинают избивать Кайзера. Они выкатываются на сцену и зрители думают, что это часть шоу. Под восторженные аплодисменты Суонн в одежде мушкетёра спускается по верёвке с балкона на сцену и спасает Кайзера.
В конце фильма Бенджи рассказывает, что Суонн набрался храбрости и встретился со своей дочерью.

## В ролях
| Актёр            | Роль          |
| ---------------- | ------------- |
| Питер О’Тул      | Алан Суонн    |
| Марк Линн-Бэйкер | Бенджи Стоун  |
| Джессика Харпер  | Кейси Даунинг |
| Джозеф Болонья   | Стэн Кайзер   |
| Билл Мэйси       | Сай Бенсон    |
| Лэйни Казан      | Белль Каррока |
| Энн Де Сальво    | Элис Миллер   |
| Бэзил Хоффман    | Херб Ли       |
| Лу Джекоби       | дядя Морти    |
| Адольф Грин      | Лео Сильвер   |
| Джордж Уайнер    | Майрон Фейн   |
| Селма Дайэмонд   | Лил           |
| Кэмерон Митчелл  | Карл Ройек    |
| Коринн Борер     | Бонни         |
| Дженни Ньюманн   | Конни         |
| Глория Стюарт    | миссис Хорн   |
| Кэди МакКлейн    | Тесс          |

## Награды и номинации
- 1982 — Номинация на приз ассоциации кинокритиков Лос-Анджелеса за лучшую мужскую роль — Питер О’Тул[3]
- 1983 — Номинация на премию «Оскар» за лучшую мужскую роль — Питер О’Тул[4]
- 1983 — Премия «Золотой глобус»[5]:
  - номинация на лучший фильм — комедия или мюзикл
  - номинация на лучшую мужскую роль — комедия или мюзикл — Питер О’Тул
  - номинация на лучшую женскую роль второго плана — Лэйни Казан
- 1983 — Премия «Золотая бобина» аудиомонтажёров кино за лучший монтаж звука и диалогов[6]
- 1983 — Номинация на приз Национального общества кинокритиков США за лучшую мужскую роль — Питер О’Тул[7]
- 1983 — Номинация на приз сообщества кинокритиков Нью-Йорка за лучшую мужскую роль — Питер О’Тул[8]
- 1983 — Премия Святого Георгия за лучшую мужскую роль в иностранном фильме — Питер О’Тул[9]
- 1983 — Номинация на премию Гильдии сценаристов США за лучший комедийный сценарий — Деннис Палумбо и Норман Стейнберг[10]